# Marcela Ritschelová
Marcela Ritschelová (Ústí nad Labem, 9 ottobre 1972) è un'ex pallavolista ceca.
Giocava nel ruolo di centrale.

## Carriera
Marcela Ritschelová fa il suo esordio nella pallavolo professionista nel 1992 con lo Slavia Praga: resterà con la squadra ceca fino 1994. In questi anni ottiene anche le sue prime convocazioni nella neonata nazionale della Repubblica Ceca, ottenendo una medaglia d'argento al campionato europeo 1993.
Nella stagione 1994-95 viene ingaggiata da Perugia, squadra di Serie A1 italiana: la squadra retrocede in serie A2. Nella stagione successiva è ancora a Perugia dove conquista la promozione in serie A1: con la formazione umbra resterà per altre 3 stagioni, ottenendo anche un successo in Coppa Italia. Nel 1997 arriva l'ultima medaglia con la sua nazionale, un bronzo al campionato europeo.
Nella stagione 1999-00 passa a Reggio Calabria, vincendo in una sola annata Coppa CEV, Coppa Italia e Supercoppa Italiana; l'anno seguente è ancora in Calabria dove conquista la sua terza Coppa Italia consecutiva. Nella stagione 2001-02 si trasferisce a Bergamo dove vince il suo primo scudetto
Dal 2002 viene ingaggiata da Jesi dove resta per quattro stagioni non vincendo però alcuna competizione. Dopo un anno di inattività, riprende a giocare nel Club Voleibol Ícaro Alaró nel campionato spagnolo, mentre l'anno successivo viene inizialmente ingaggiata dal Liberec, ma nel mese di dicembre si trasferisce nuovamente in Italia, a Busto Arsizio. Nella stagione 2009-10 è al Castellana Grotte: dopo due annate in Puglia decide di ritirarsi, ma in seguito accetta l'ingaggio del Forlì, in serie A2, per la stagione 2011-12; al termine del campionato si ritira definitivamente.

## Palmarès

### Club
- Campionato italiano: 1

2001-02
- Coppa Italia: 3

1998-99, 1999-00, 2000-01
- Supercoppa italiana: 1

2000
- Coppa CEV: 1

1999-00